# Paul Colin
Paul Colin fue un escritor francés, nacido en 1920, que recibió el premio Goncourt en 1950 por la novela Les jeux sauvages (Los juegos salvajes).

## Biografía
Después de conseguir el premio Goncourt, Paul Colin adquirió una propiedad vinícola y, tras publicar Terre paradis, en 1959, se retiró de la vida literaria . Su premio fue muy controvertido y pasó a formar parte rápidamente de los Goncourt olvidados, toda vez que ganó frente a otras obras de mayor  calidad, como Un Barrage contre le Pacifique (Un dique contra el Pacífico), de Marguerite Duras; La Mort du petit cheval, de Hervé Bazin; Le Salaire de la peur (El salario del miedo), de Georges Arnaud, y La femme sans passé (La mujer sin pasado), de Serge Groussard.
Se sabe que escribió Les jeux sauvages en Nyons, donde creó un pequeño comercio de frutos secos, mientras se consagraba durante nueve meses a la escritura de su obra. Tras el premio, se hizo una tirada de 150.000 ejemplares y se tradujo a varios idiomas, entre ellos el japonés.

## Obras
- Les Jeux sauvages, Gallimard, 1950. Premio Goncourt. En castellano, Los juegos salvajes, en la obra Los premios Goncourt de novela, Plaza y Janés.
- Terre paradis, Gallimard, 1959.